# Љубињ
Љубињ (словен. Ljubinj, итал. Lubino) је насељено место у општини Толмин, Горишка регија, Словенија.

## Историја
До територијалне реорганизације у Словенији био је у саставу старе општине Толмин.

## Становништво
У попису становништва из 2011. године, Љубињ је имао 132 становника.
| Број становника према пописима | Број становника према пописима | Број становника према пописима |
| ------------------------------ | ------------------------------ | ------------------------------ |
| 1991                           | 2002                           | 2011                           |
| 148                            | 138                            | 132                            |